# 杨雍
杨雍（1649年—1685年），字采芹，又字西泾，直隶宝坻人，宝坻第一位进入翰林院的进士，官至翰林院检讨。

## 生平
顺治六年，生于顺天府宝坻县。八岁能著写文章，十一岁应童子试，成绩佳于他人，补博士弟子。康熙十一年秋，于顺天乡试考得解元。康熙十二年，应试不第，后留在京师跟随顾炎武学习。康熙十八年，中进士，授庶吉士。康熙二十年秋，御试成绩优等，授翰林院检讨。康熙二十年十月，因三藩之乱平定，广布恩泽，父亲杨孝纯获封翰林院检讨，妻子芮氏获封孺人。康熙二十三年，参与《清会典》工部内容的编纂工作。康熙二十四年，卒于京师。

## 家族
曾祖杨来复，诸生。祖父杨翱，诸生。父杨孝纯，诸生，封翰林院检讨。
妻芮氏，直隶宝坻人，宝坻县文学芮遵祖的女儿，封孺人，生子六人。